# 1978 VE6
1978 VE6 är en asteroid i huvudbältet som upptäcktes den 6 november 1978 av de båda amerikanska astronomerna Eleanor F. Helin och Schelte J. Bus vid Palomarobservatoriet.
Asteroiden har en diameter på ungefär 2 kilometer och den tillhör asteroidgruppen Massalia.